# Choriolaus ruficollis
Choriolaus ruficollis là một loài bọ cánh cứng trong họ Cerambycidae.